# パンテオン (ローマ)

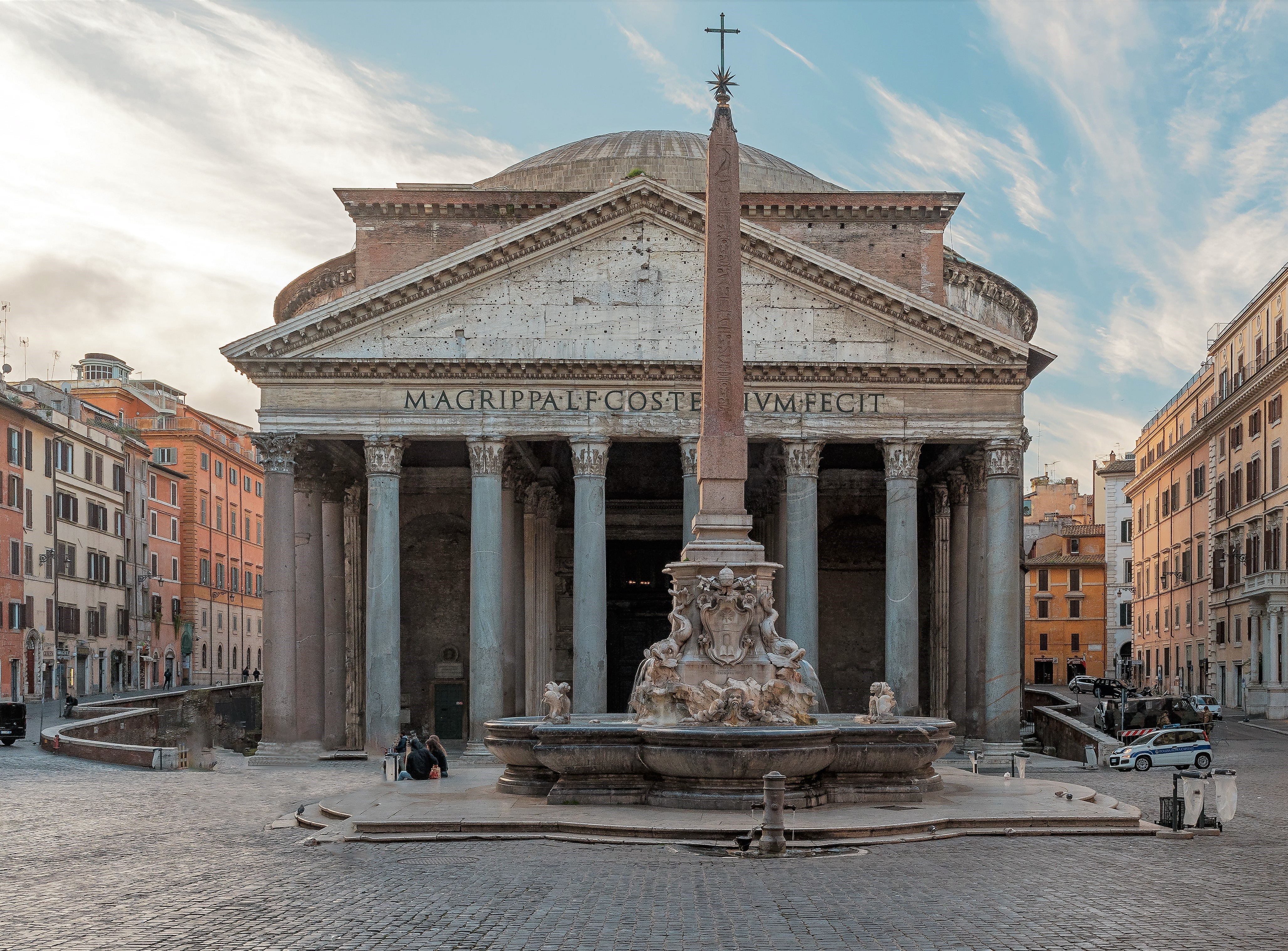
パンテオン

パンテオン (Pantheon) は、ローマ市内のマルス広場に建造された神殿。元々は、すべてのローマ神を奉る万神殿であった。汎神殿（はんしんでん）とも訳される。

## 概要

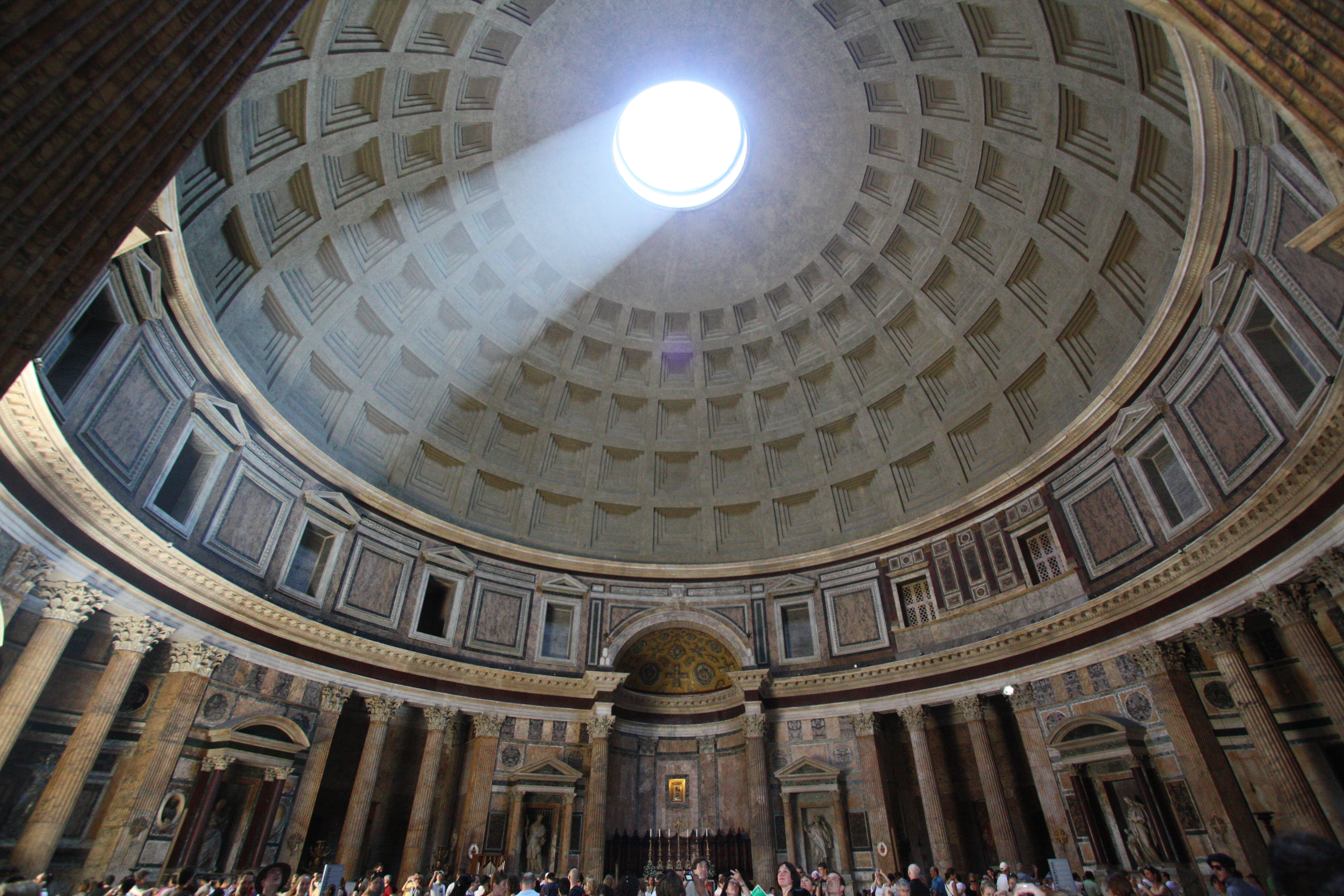
パンテオンの天井

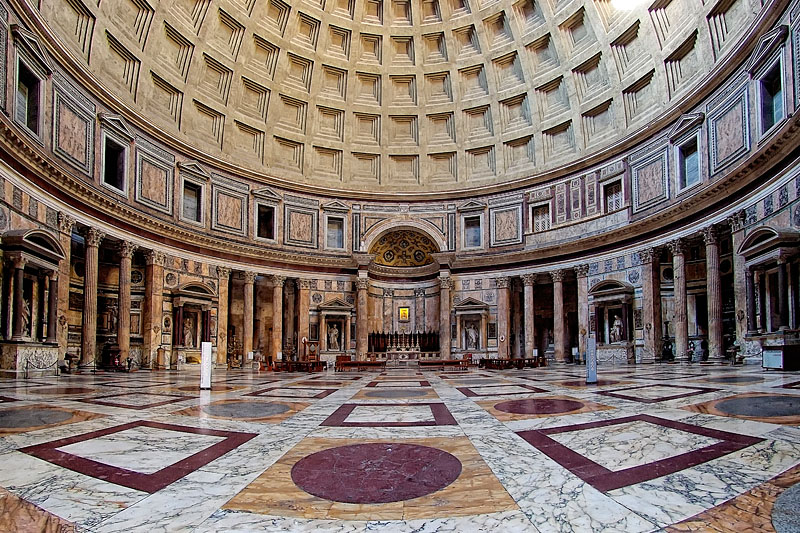
パンテオンの内部

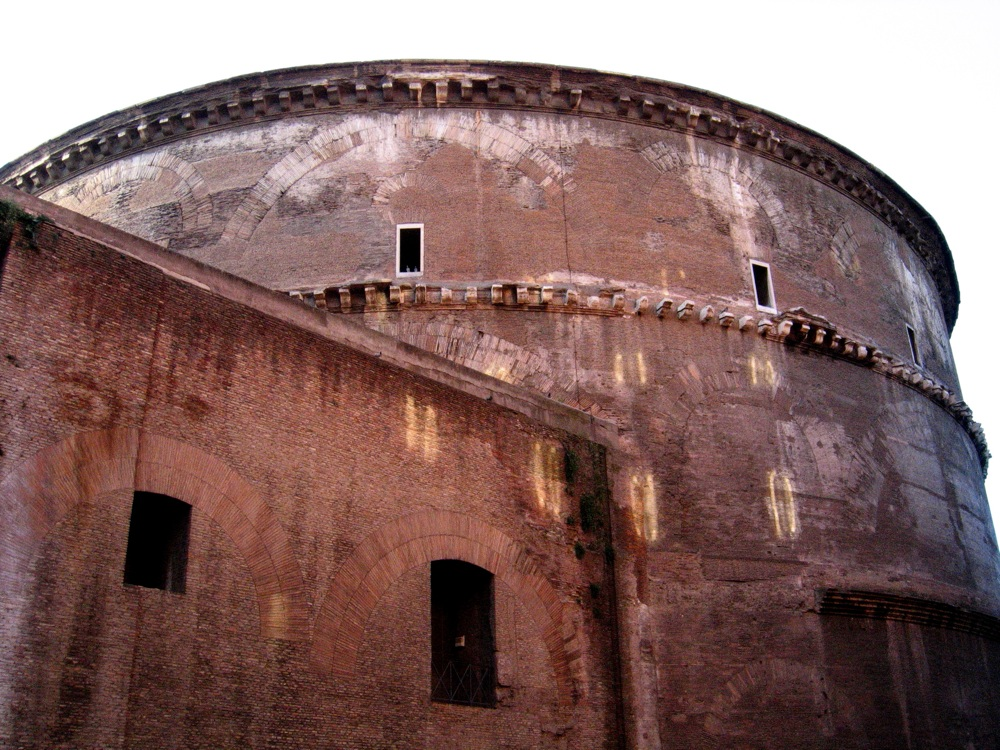
パンテオンの横側

最初のパンテオンは紀元前25年、初代ローマ皇帝アウグストゥスの側近マルクス・ウィプサニウス・アグリッパによって建造された。ローマ市内の建築物についてアウグストゥスとアグリッパは明確な役割分担を持っており、アグリッパが建造した神殿はこのパンテオンのみである。このため、パンテオンは元々アウグストゥスを奉ることを予定していたが、市民の反発を避けるため、万神殿に変更されたとの説もある。このパンテオンは、後に火事で焼失している。
2代目のパンテオンは118年から128年に掛けて、ローマ皇帝ハドリアヌスによって再建された。現在、ローマで見ることが出来るのはこの再建されたパンテオンであるが、正面にはアグリッパに敬意を表し M. AGRIPPA L. F. COS TERTIUM FECIT（ルキウスの息子マルクス・アグリッパが、3度目のコンスルの際に建造）と記されている。
建物は、深さ4.5mのローマン・コンクリート基礎の上部に直径43.2m の円堂と半球形のドームが載った構造で、壁面の厚さは6mに達するが、高さによって材質を使い分けており、ドーム上部は凝灰岩と軽石を素材として用い、その厚さは1.5mに減じる。
床からドーム頂部までの高さは直径と同じ43.2mで、頂上部分にはオクルス（oculus, ラテン語で「眼」の意）と呼ばれる採光のための直径9メートル、厚さ1.5メートルの開口部（天窓）があり、ドームの質量を感じさせない。
オクルスは、もともとネロが建築した黄金宮殿ドムス・アウレアの影響を受けて建築されている。それまで一般の住居であるドムスの天窓を、円形で建築することは非常に困難であった。しかし無数のアーチをつなぎ合わせるように建築することで、この円形のオクルスを完成することができたのである。
ローマの神々が信仰されなくなったあとも、この象徴的な空間性によって、608年頃にはキリスト教の聖堂となり、破壊を免れた。建物自体が非常に改築されにくいものだったので、この荘厳な空間は、今日でも見ることが出来る。ラファエロ・サンティ、ヴィットーリオ・エマヌエーレ2世、ウンベルト1世の墓もここにある。
なお、毎年8月6日と9日には、ここで、原爆忌 Mai più Hiroshima　（Never more Hiroshima)が行われている。
また、ペンテコステ祭の際には、天窓からバラが舞い落される。

## 周辺
- サンティニャーツィオ・デ・ロヨラ教会（イタリア語版）[5]